# Ospedale Maggiore de Milan
Pour les articles homonymes, voir Ca' Granda.
L'ospedale Maggiore de Milan, connu également sous le nom de Ca’ Granda, est l'hôpital le plus ancien de Milan.

## Historique
En 1456, le duc de Milan, Francesco Sforza, fonde le « Magna Domus Hospitalis », désigné sous le terme de Ca’ Granda, un hôpital dédié à L'Annonciation, essentiellement dans le but de gagner la faveur du peuple resté fidèle à la famille Visconti de noblesse lombarde de Milan, bien que le nouveau duc se soit marié avec Blanche Marie Visconti. Il veut aussi faire oublier à ses sujets l'effet désastreux de la reconstruction du château en étant soucieux de leur santé, 
Le commandant Sforza était entré victorieux à Milan le 25 mars 1450, le jour de l'Annonciation et avait fait le vœu de consacrer une œuvre de charité. C'est ainsi que la nouvelle fondation est devenue l'hôpital de Nunciata.
Dès 1461, Francesco Sforza demande à Côme de Médicis de lui envoyer les plans de l'hôpital Santa Maria Nuova de Florence déjà désireux de construire un grand hôpital à Milan. Situé au sud-est de la ville, près de la Porta Romana et de la basilique San Nazaro in Brolo, à l'opposé du château, l'hôpital est financé sur les deniers personnels de Francesco Sforza et par la vente d'indulgences. Le 1er avril 1456, le prince signe un décret faisant don de son palais Torelli pour la construction. L'Ospedale Maggiore est son œuvre et il impose à la tête du projet le célèbre architecte Le Filarète. Il envoie en 1456 ce dernier étudier l'hôpital Santa Maria Nuova et voir si son projet pourrait s'en inspirer. Côme de Médicis lui envoie une maquette de l'édifice réalisée sans doute par Bernado Rossellino .
Le projet de Le Filarète prévoyait un grand quadrilatère avec cours intérieures, qui est décrit dans son Traité de livres sur l'architecture, écrit entre 1460 et 1464. Le plan proposé est fonctionnel et ordonné autour de l'église, située à l'intersection de quatre grandes cours. Dotée d'une coupole et d'une tour lanterne, elle forme le cœur de l'hôpital qui s'organise en bâtiments bien éclairés et aérés. L'organisation de l'espace intérieur est totalement innovante avec un moulin, un four, une laverie, des systèmes de ventilation des salles et d'élimination des déchets par des tuyauteries et des canaux souterrains.
Sa mise en œuvre, cependant, n'a été que partielle, Le Filarète ne parvenant à se maintenir à son poste au delà des cinq premières années, et l'exécution fut réalisée par les maitres lombards Guiniforte Solari et son fils Giovanni Antonio Amadeo d'après les plans de Filarète au style lombard, baroque et au gothique tardif, comme les fenêtres jumelées en ogive dans la façade principale. Le chantier fut achevé en 1470.
Avec les siècles, l'emprise de l'hôpital s'agrandit et au début du XXe siècle jusqu'aux limites du canal Navigli de Milan avec la construction de nouveaux édifices hospitaliers, notamment avec la création de l'institut de gynécologie obstétrique, construit par Luigi Mangiagalli (it) (premier recteur de l'Université), et qui porte désormais son nom. En 1923, fut décidé de créer un grand hôpital général, dans la commune de Niguarda qui venait d'être annexée à la ville de Milan pour former un nouveau quartier au nord de la grande cité milanaise. Ce nouvel hôpital fut inauguré en 1932.
L'État prit possession de l'ancien bâtiment historique de la Ca’ Granda pour y installer le siège de l'université de Milan ainsi que les locaux de la faculté de médecine et de chirurgie. L'ospedale Maggiore se développa à l'arrière de la Ca’ Granda près des locaux de la médecine du travail et de l'université de médecine et de chirurgie.
En 2004, a été fondée la Fondation "IRCCS Ospedale Maggiore Policlinico, Mangiagalli et Regina Elena".
En 2010, l'hôpital a changé son nom d'ospedale Maggiore, pour retrouver son ancienne appellation d'origine et populaire de Ca’ Granda.

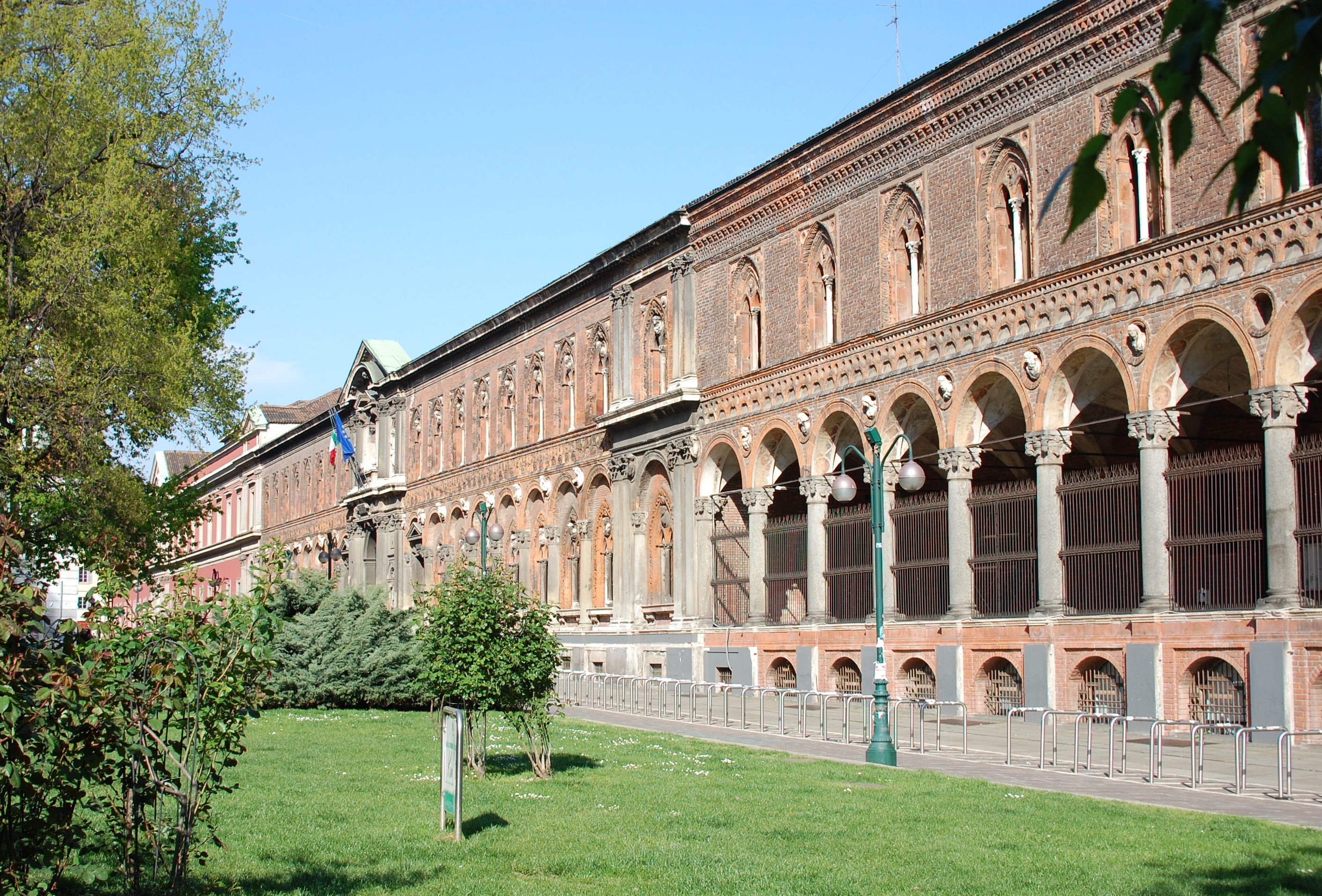
Façade historique de l'ospedale Maggiore, Ca’ Granda, de Milan.
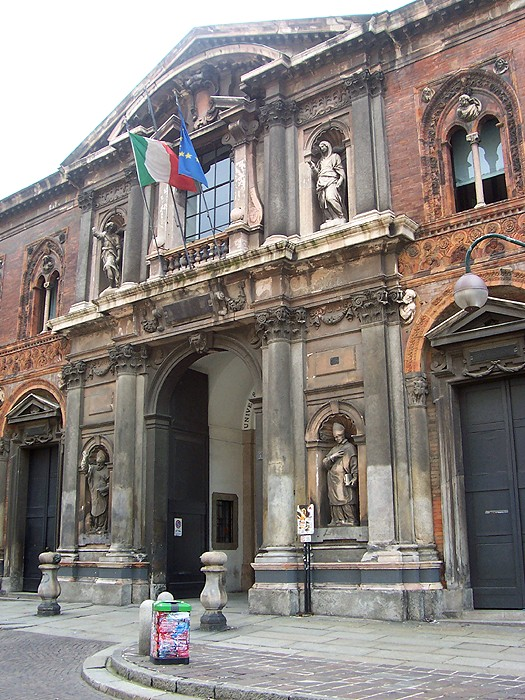
Porte principale (style baroque) de Ca’ Granda (université de médecine de Milan) et fenêtres à meneau en ogive du XVe siècle.
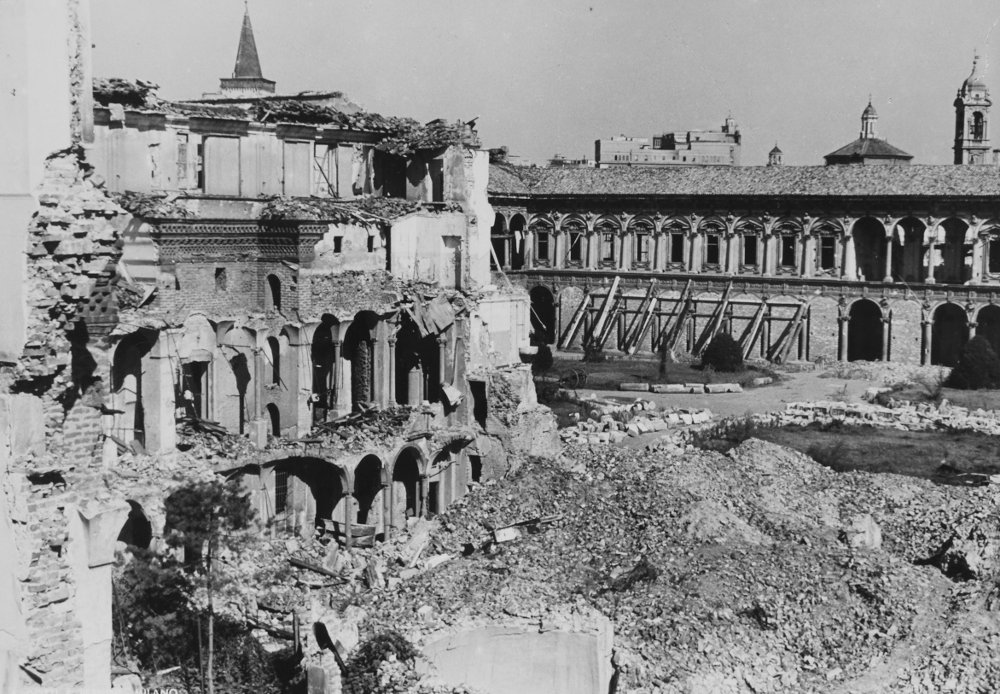
L'opedale Maggiore Ca’ Granda après les bombardements de 1943.